# Duclair
Duclair is een gemeente in het Franse departement Seine-Maritime (regio Normandië) en telt 4094 inwoners (2005). De plaats maakt deel uit van het arrondissement Rouen.

## Geografie
De oppervlakte van Duclair bedraagt 10,0 km², de bevolkingsdichtheid is 409,4 inwoners per km². De plaats ligt aan de Seine.
De onderstaande kaart toont de ligging van Duclair met de belangrijkste infrastructuur en aangrenzende gemeenten.

## Demografie
Onderstaande figuur toont het verloop van het inwonertal (bron: INSEE-tellingen).